# Bezwaarprocedure
De bezwaarprocedure is een administratieve procedure waarbij iemand bezwaar aantekent tegen een bepaalde beslissing van een bestuur. De inhoud en betekenis verschilt in België en Nederland.

## Nederland
In Nederland is de bezwaarprocedure het eerste rechtsmiddel dat een belanghebbende ter beschikking staat in een bestuursrechtelijke procedure.
Artikel 6:4 van de Algemene wet bestuursrecht (Awb) bepaalt dat men bezwaar kan maken tegen een besluit door het indienen van een bezwaarschrift bij het bestuursorgaan dat het besluit heeft genomen. In artikel 72 lid 3 Vreemdelingenwet 2000 staat dat een feitelijke handeling van een bestuursorgaan ten aanzien van een vreemdeling als zodanig, waaronder begrepen het niet verlenen van de verblijfsvergunning overeenkomstig artikel 14, tweede lid 2 Vreemdelingenwet, wordt gelijkgesteld met een besluit waardoor er bezwaar en beroep tegen openstaan. Dit orgaan zal bij ontvankelijkheid onderzoeken of het zijn beslissing zal herzien. 
Voorbeelden:
- Een bezwaarschrift bij de belastingdienst tegen een te hoge aanslag; de Algemene wet inzake rijksbelastingen (AWR) heeft een aparte regeling voor massaal bezwaar;
- Bezwaar tegen een besluit van de gemeente om het parkje in de buurt te bebouwen;
- Een bezwaarschrift tegen het niet toekennen van studiefinanciering door de Dienst Uitvoering Onderwijs;
- Bezwaar tegen een korting op de WW-uitkering van het UWV.
- Bezwaar tegen de door de gemeente opgelegde ozb-aanslag met de WOZ-waarde.

### Ontvankelijkheid
Voorwaarden voor ontvankelijkheid:
- Het bezwaar moet binnen de gestelde bezwaartermijn ontvangen zijn (er is een deadline).
- De indiener moet belanghebbende zijn. De interpretatie van deze term verschilt per onderwerp van bezwaar. Bij een bezwaarschrift tegen een uitkering is alleen de ontvanger van de uitkering belanghebbend, bij een bouwvergunning zijn de eigenaren van omliggende percelen (grosso modo) belanghebbend en bij grotere ruimtelijke beslissingen zijn veel meer mensen als belanghebbende aan te merken.
- Een bezwaarschrift moet duidelijk gemotiveerd zijn. In concreto betekent dit dat het moet vermelden:
  - Naam, adres, etc. van de belanghebbende;
  - De beslissing waar de belanghebbende bezwaar tegen maakt;
  - Waarom de belanghebbende er bezwaar tegen maakt;
  - Wat de belanghebbende in concreto van het bestuursorgaan wil.

Het bestuursorgaan vervult zijn taak zonder vooringenomenheid (art. 2:4 lid 1 Awb.): dit geldt ook voor de bezwaarschriftenprocedure. Het bestuursorgaan zal toetsen of de persoon die beweert belanghebbende te zijn dit ook is, en zal vervolgens de beslissing volledig heroverwegen, dus ook toetsen aan de doelmatigheid (oftewel de eigen voorschriften). In een later stadium kan de rechter de doelmatigheid niet meer toetsen, alleen nog de rechtmatigheid van de beslissing. In veel gevallen betreft het een administratieve fout, en wordt het bezwaarschrift toegewezen. In een klein aantal gevallen kan de belanghebbende zijn of haar belang niet aantonen, of wordt dit onvoldoende geacht. Het bezwaar is dan niet-ontvankelijk. In sommige gevallen zal het bestuursorgaan aan de doelmatigheid toetsen, en tot de conclusie komen dat het besluit terecht is genomen. Het bezwaarschrift zal dan worden afgewezen. 
De belanghebbende heeft dan in principe zes weken de tijd om zijn zaak aanhangig te maken bij de bestuurskamer van de rechtbank, waarna men ten slotte in hoger beroep kan bij de Afdeling bestuursrechtspraak van de Raad van State. Dit geldt niet voor alle zaken. Belastingrecht, arbeidsrecht, en sociale zekerheid kennen bijvoorbeeld hun eigen beroepsinstellingen.

### Fasen
1. Indiening bezwaarschrift door een belanghebbende (art. 6:4 en 6:5 Awb). 
  - Bij niet-ontvankelijkheid wegens het niet hebben voldaan aan de vormvoorschriften, is er nog herstel hiervan mogelijk.
2. De belanghebbenden kunnen stukken indienen tot 10 dagen voor de hoorzitting (art. 7:4 lid 1 Awb).
3. Het bestuursorgaan beslist of het horen in het openbaar plaatsvindt (art. 7:5 lid 2 Awb) en de belanghebbenden worden in elkaars aanwezigheid gehoord tenzij op verzoek een afzonderlijke hoorzitting plaatsvindt (art. 7:6 Awb). Van de hoorzitting wordt een verslag gemaakt door de secretaris (art. 7:7 Awb).
4. De beslissing op bezwaar wordt genomen binnen zes weken (bij een adviescommissie twaalf weken) gerekend vanaf de dag na die waarop de termijn voor het indienen van het bezwaarschrift is verstreken (art. 7:10 lid 1 Awb) en deze termijn kan met ten hoogste zes weken worden verdaagd (art. 7:10 lid 3 Awb).
5. In sommige sociale zekerheidswetten geldt een beslistermijn van 13 weken en in belastingrecht zelfs 1 jaar (art. 25 Algemene wet inzake rijksbelastingen).
6. De beslissing op bezwaar dient te berusten op een deugdelijke motivering (art. 7:12 lid 1 Awb) en moet worden bekendgemaakt door toezending of uitreiking (art. 7:12 lid 2 Awb). 
  - De beslissing op bezwaar kan inhouden: (kennelijk) niet-ontvankelijk, (kennelijk) ongegrond en (kennelijk) gegrond. In het laatste geval herroept het bestuursorgaan het bestreden besluit en neemt voor zover nodig in de plaats daarvan een nieuw besluit (art. 7:11 lid 2 Awb).

## België
In België is de bezwaarprocedure o.a. een fiscale procedure waarbij een belastingschuldige bezwaar indient tegen een belasting die ten aanzien van hem werd gevestigd.
Ook tegen andere bestuurshandelingen kan bezwaar worden aangetekend, bijvoorbeeld tegen beslissingen in verband met omgevingsvergunningen.